# نرت برنتوود (مریلند)
نرت برنتوود (به انگلیسی: North Brentwood) شهری در ایالت مریلند کشور ایالات متحده آمریکا است که جمعیت آن در سرشماری سال ۲۰۱۰ میلادی، ۵۱۷ نفر بوده‌است.